# ジラボーラ
ジラボーラ（Girabola）、またはカンペオナート・ナシオナル・デ・フトゥボル・エム・セニオレス・マスクリノス（Campeonato Nacional de Futebol em Séniores Masculinos）は、アンゴラサッカー連盟が統括するアンゴラのサッカーリーグにおける最上位ディビジョンである。

## 概要
1979年設立。1979年は6チームずつの4組に分けて争った24チームで始まった。1980年に14、1991年に16、1993年に12、1995年に14、1998年に16、1999年に15、2000年に14、2010年に16チームと周期的に増減を繰り返しながらリーグ戦が行われている。14位以下の下位3クラブが新年度の2部に自動降格する。上位2クラブは次年度のCAFチャンピオンズリーグ出場資格を得る。

## 2015シーズン所属クラブ
- ASA
- ベンフィカ・デ・ルアンダ
- ブラヴォス・ド・マキス
- デスポルティーヴォ・ダ・ウイラ
- ドマントFC
- インテルクルーベ
- カブスコルプ
- ペトロ・デ・ルアンダ
- プリメイロ・デ・アゴスト
- アカデミカ・ド・ロビト
- プログレソ・ド・サンビザンガ
- レクレアティーヴォ・ダ・カーラ
- レクレアティーヴォ・ド・リボロ
- サグラダ・エスペランサ
- スポルティング・デ・カビンダ
- プログレソ・ダ・ルンダ・スル

## 歴代優勝クラブ

### ポルトガル植民地時代
- 1957 : フェロヴィアリオ・デ・ルアンダ
- 1958 : 不明
- 1959 : レクレアティーヴォ・ダ・カトゥベラ
- 1960-64: 不明
- 1965 : アトレティコ・デ・ルアンダ
- 1966 : アトレティコ・デ・ルアンダ
- 1967 : アトレティコ・デ・ルアンダ
- 1968 : アトレティコ・デ・ルアンダ
- 1969 : インデペンデンテ・スポルト・クルーベ
- 1970 : インデペンデンテ・スポルト・クルーベ
- 1971 : インデペンデンテ・スポルト・クルーベ
- 1972 : スポルト・ノヴァ・リスボア・エ・ベンフィカ
- 1973 : フトゥボル・クルーベ・ド・モシコ（ルエナ）
- 1974 : フェロヴィアリオ・デ・ノヴァ・リスボア
- 1975 : 中断

### 独立後
- 1979: プリメイロ・デ・アゴスト
- 1980: プリメイロ・デ・アゴスト
- 1981: プリメイロ・デ・アゴスト
- 1982: ペトロ・ルアンダ
- 1983: プリメイロ・デ・マイオ
- 1984: ペトロ・ルアンダ
- 1985: プリメイロ・デ・マイオ
- 1986: ペトロ・ルアンダ
- 1987: ペトロ・ルアンダ
- 1988: ペトロ・ルアンダ
- 1989: ペトロ・ルアンダ
- 1990: ペトロ・ルアンダ
- 1991: プリメイロ・デ・アゴスト
- 1992: プリメイロ・デ・アゴスト
- 1993: ペトロ・ルアンダ
- 1994: ペトロ・ルアンダ
- 1995: ペトロ・ルアンダ
- 1996: プリメイロ・デ・アゴスト
- 1997: ペトロ・ルアンダ
- 1998: プリメイロ・デ・アゴスト
- 1999: プリメイロ・デ・アゴスト
- 2000: ペトロ・ルアンダ
- 2001: ペトロ・ルアンダ
- 2002: アヴィアソン
- 2003: アヴィアソン
- 2004: アヴィアソン
- 2005: サグラダ・エスペランサ
- 2006: プリメイロ・デ・アゴスト
- 2007: GDインテルクルーベ
- 2008: ペトロ・ルアンダ
- 2009: ペトロ・ルアンダ
- 2010: GDインテルクルーベ
- 2011: CRDリボロ
- 2012: CRDリボロ
- 2013: カブスコルプSCP
- 2014: CRDリボロ
- 2015: CRDリボロ
- 2016: プリメイロ・デ・アゴスト
- 2017: プリメイロ・デ・アゴスト
- 2018: プリメイロ・デ・アゴスト
- 2018-19: プリメイロ・デ・アゴスト
- 2019-20: 中止
- 2020-21: サグラダ・エスペランサ

## クラブ別優勝回数
| クラブ                         | 優勝回数 | 優勝年                                                                                   |
| ------------------------------ | -------- | ---------------------------------------------------------------------------------------- |
| ペトロ・デ・ルアンダ           | 15       | 1982, 1984, 1986, 1987, 1988, 1989, 1990, 1993, 1994, 1995, 1997, 2000, 2001, 2008, 2009 |
| プリメイロ・デ・アゴスト       | 13       | 1979, 1980, 1981, 1991, 1992, 1996, 1998, 1999, 2006, 2016, 2017, 2018, 2018-19          |
| レクレアティーヴォ・ド・リボロ | 4        | 2011, 2012, 2014, 2015                                                                   |
| ASA                            | 3        | 2002, 2003, 2004                                                                         |
| サグラダ・エスペランサ         | 2        | 2005, 2020-21                                                                            |
| プリメイロ・デ・マイオ         | 2        | 1983, 1985                                                                               |
| インテルクルーベ               | 2        | 2007, 2010                                                                               |
| カブスコルプ                   | 1        | 2013                                                                                     |

## 歴代得点王
| シーズン | 選手                       | 所属クラブ                   | ゴール数 |
| 1979     | ジョアン・マシャド         | ディアボス・ヴェルデス       | 18       |
| 1980     | アルヴェス                 | プリメイロ・デ・アゴスト     | 29       |
| 1981     | マルカ                     | プリメイロ・デ・マイオ       | 20       |
| 1982     | ジェズス                   | ペトロ・ルアンダ             | 21       |
| 1983     | マルカ                     | プリメイロ・デ・マイオ       | 17       |
| 1984     | ジェズス                   | ペトロ・ルアンダ             | 22       |
| 1985     | ジェズス                   | ペトロ・ルアンダ             | 19       |
| 1986     | Túbia                      | インテル・ルアンダ           | 20       |
| 1987     | Mavó                       | フェロヴィアリオ・ダ・ウイラ | 20       |
| 1988     | マヌエル                   | プリメイロ・デ・アゴスト     | 16       |
| 1989     | アンドレ                   | Desportivo da Cuca           | 18       |
| 1990     | モナ                       | ペトロ・ルアンダ             | 17       |
| 1991     | アマラオ・アレイショ       | サグラダ・エスペランサ       | 23       |
| 1992     | アマラオ・アレイショ       | ペトロ・ルアンダ             | 20       |
| 1993     | セルジーニョ               | デスポルティーヴォ・ダ・EKA  | 14       |
| 1994     | カボンゴ                   | Sonangol do Namibe           | 16       |
| 1995     | セルジーニョ               | デスポルティーヴォ・ダ・EKA  | 19       |
| 1996     | César Caná                 | アカデミカ・ド・ロビト       | 15       |
| 1997     | ゼ・ネリ                   | ペトロ・ド・ウアンボ         | 12       |
| 1998     | ベティーニョ               | ペトロ・デ・ルアンダ         | 14       |
| 1999     | イサーク                   | プリメイロ・デ・アゴスト     | 16       |
| 2000     | ブランシャール             | ベンフィカ・デ・ルアンダ     | 19       |
| 2001     | フラヴィオ・アマド         | ペトロ・デ・ルアンダ         | 23       |
| 2002     | フラヴィオ・アマド         | ペトロ・デ・ルアンダ         | 16       |
| 2003     | マテウス・アンドレ         | インテルクルーベ             | 12       |
| 2004     | ロヴェ・カブングラ         | ASA                          | 17       |
| 2005     | ロヴェ・カブングラ         | ASA                          | 13       |
| 2006     | マヌーショ・ゴンサルヴェス | ペトロ・デ・ルアンダ         | 16       |
| 2007     | マヌーショ・ゴンサルヴェス | ペトロ・デ・ルアンダ         | 14       |
| 2008     | サンタナ・カルロス         | ペトロ・デ・ルアンダ         | 20       |
| 2009     | ダヴィド・マガリャンイス   | ペトロ・デ・ルアンダ         | 19       |
| 2010     | Daniel Mpele Mpele         | カブスコルプ                 | 14       |
| 2011     | ロヴェ・カブングラ         | ペトロ・デ・ルアンダ         | 20       |
| 2012     | ヤノ                       | プログレッソ                 | 14       |
| 2013     | アルベール・メヨン         | カブスコルプ                 | 20       |
| 2014     | アルベール・メヨン         | カブスコルプ                 | 17       |
| 2015     | ヤノ                       | プログレッソ                 | 13       |
| 2016     | ジェルソン                 | プリメイロ・デ・アゴスト     | 23       |
| 2017     | アズロン                   | ペトロ・デ・ルアンダ         | 16       |
| 2018     | アズロン                   | ペトロ・デ・ルアンダ         | 20       |
| 2018-19  | マブルル                   | プリメイロ・デ・アゴスト     | 14       |